# Brachythecium austro-alpinum
Brachythecium austro-alpinum là một loài Rêu trong họ Brachytheciaceae. Loài này được (Hampe) A. Jaeger mô tả khoa học đầu tiên năm 1878.